# Lamar Trotti
Lamar Trotti (Atlanta, 18 de outubro de 1900 - Oceanside, 28 de agosto de 1952) foi um roteirista e produtor cinematográfico estadunidense. Ele ganhou um Oscar de melhor roteiro original em 1944 por Wilson e foi indicado por A Mocidade de Lincoln (1939) e O Mundo da Fantasia (1954).